# Estnische Philologie
Estnische Philologie ist die wissenschaftliche Disziplin, die sich mit der estnischen Sprache, Literatur und Kultur befasst.
Die estnische Philologie ist ein Untergebiet der Fennistik und damit eine Teildisziplin der Finnougristik und der Uralistik.

## Studium und Forschung
Estnische Philologie wird vor allem an den Philosophischen Fakultäten der estnischen Universitäten gelehrt, insbesondere an der Universität Tartu, aber auch an der Universität Tallinn.
In Deutschland, Österreich und der Schweiz wird estnische Philologie nicht als eigener Studiengang angeboten, sondern meist im Zusammenhang mit dem Studium der Finnougristik oder Fennistik gelehrt. Schwerpunkte der estnischen Philologie in Deutschland sind Greifswald und Göttingen, die auch Sprachkurse anbieten. An einigen weiteren Universitäten werden nur Sprachkurse im Estnischen angeboten.
Wichtigste Forschungseinrichtung für estnische Philologie ist das „Institut für Estnische Sprache“ (Eesti Keele Instituut) in Tallinn.